# Zdeňka Čechová-Liebscherová
Zdeňka Čechová – Liebscherová, křtěná Zdeňka Amálie, rozená Liebscherová (25. května 1885 Praha – 13. července 1944 tamtéž), byla česká malířka a grafička.

## Život
Narodila se v Praze v rodině malíře Karla Liebschera a jeho ženy Emy Procházkové, měla ještě sestru - své dvojče Ludmilu - a mladší sestru Miladu. Všechny její sestry byly umělecky nadané a ona sama od raného dětství zručně malovala, talent zdědila po svém otci. Akademické vzdělání neměla, ale byla žačkou svého otce. V roce 1911 se provdala za Jaroslava Čecha. V malířské tvorbě se soustředila především na krajinomalbu, a to jak z Čech, zejména Pojizeří, tak i z Itálie a Balkánského poloostrova, kam často zajížděla. Méně časté jsou v jejím díle figurální motivy. V roce 1922 se konala její jediná souborná samostatná výstava v pražském Topičově salonu. Zemřela v Praze v červnu roku 1944 a pohřbena byla do rodinného hrobu na Vyšehradském hřbitově.

## Výstavy

### Autorské
- 1922 - Zdenka Liebscherová-Čechová: Výstava obrazů, Topičův salon, Praha

### Společné
- 1929 - Výstava ženského umění československého, Generální konzulát, Buenos Aires
- 1971/72 - Český plakát 1890-1914, Uměleckoprůmyslové museum, Praha
- 2009 - Julius Mařák, mařákovci a pokračovatelé krajinářské tradice, Zámek Karviná
- 2014/15 - Z Prahy až do Buenos Aires: „Ženské umění“ a mezinárodní reprezentace meziválečného Československa, Galerie UM, Praha 1

## Galerie

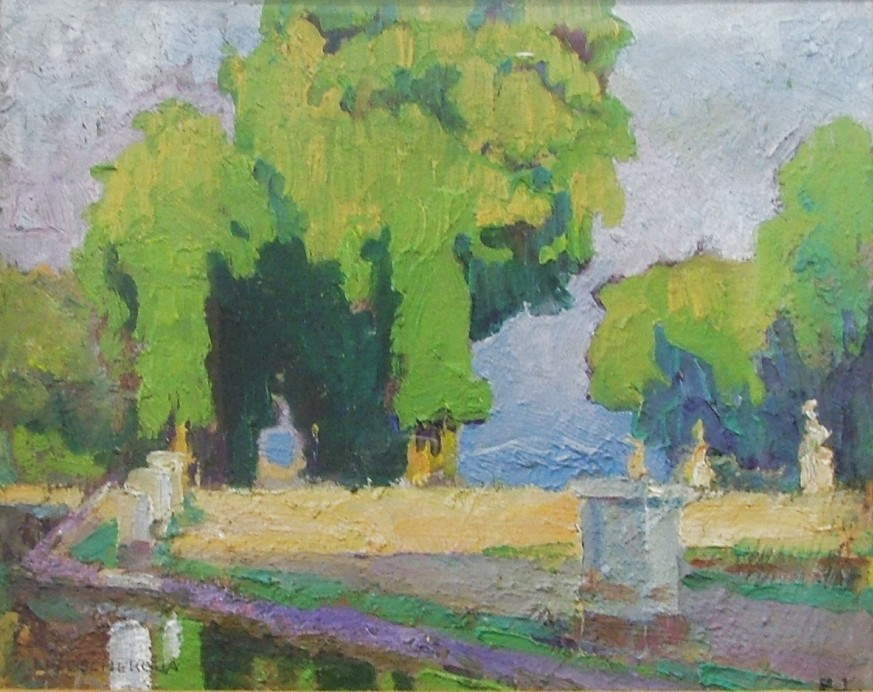
St.Cloud.Paris
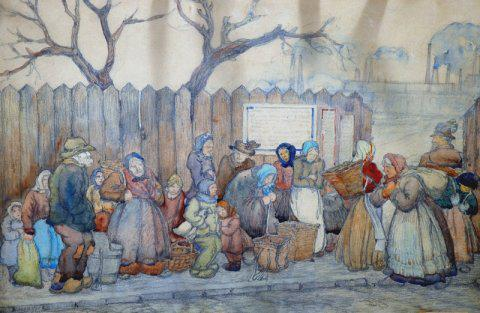
Fronta na uhlí
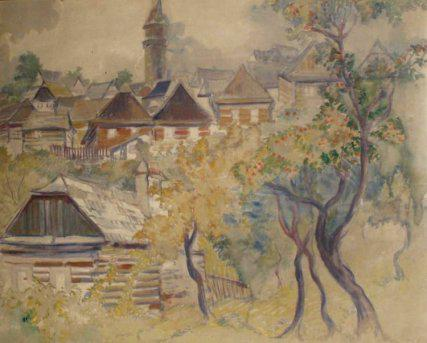
Pohled na Štramberk
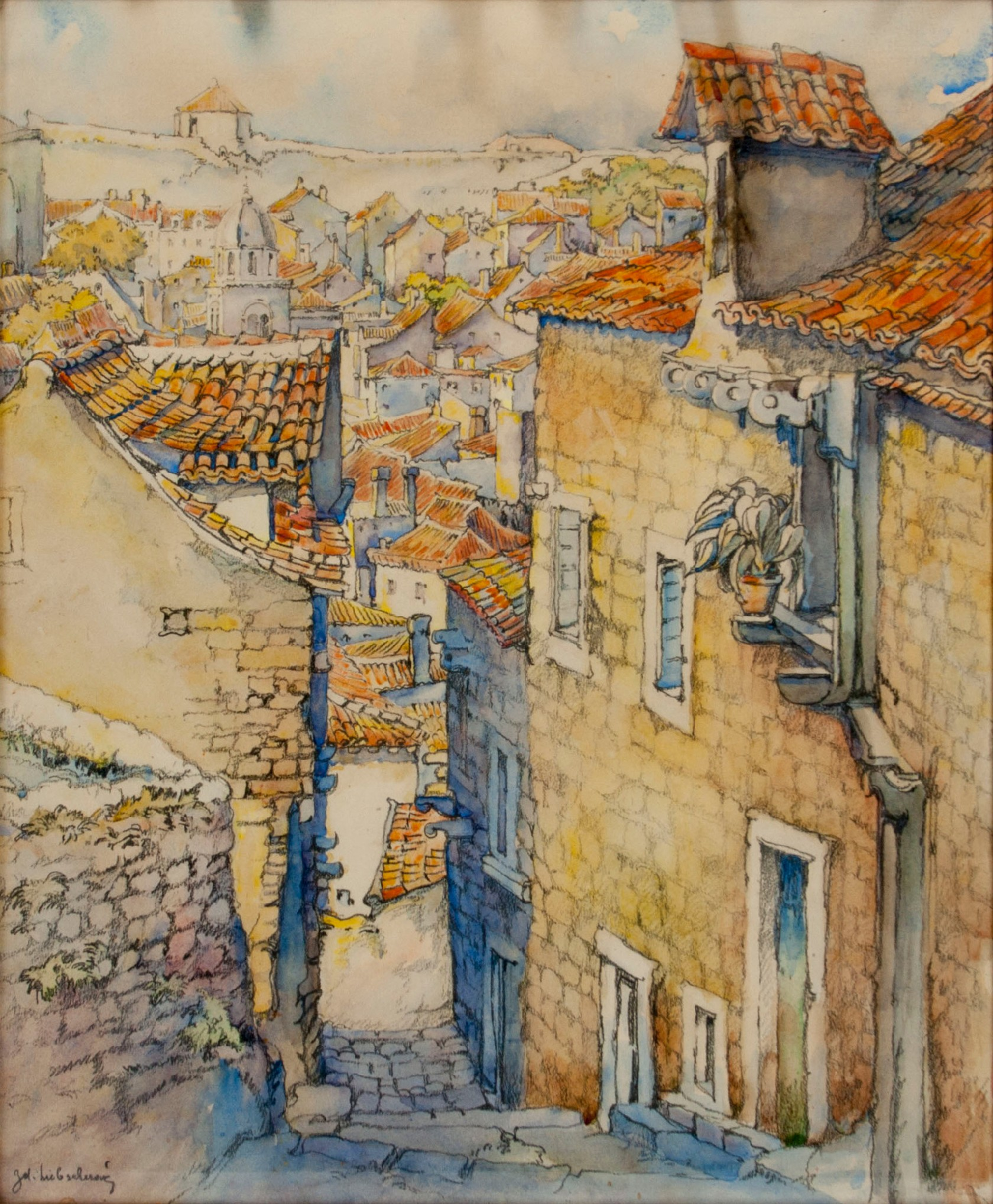
Pohled na Staré Město
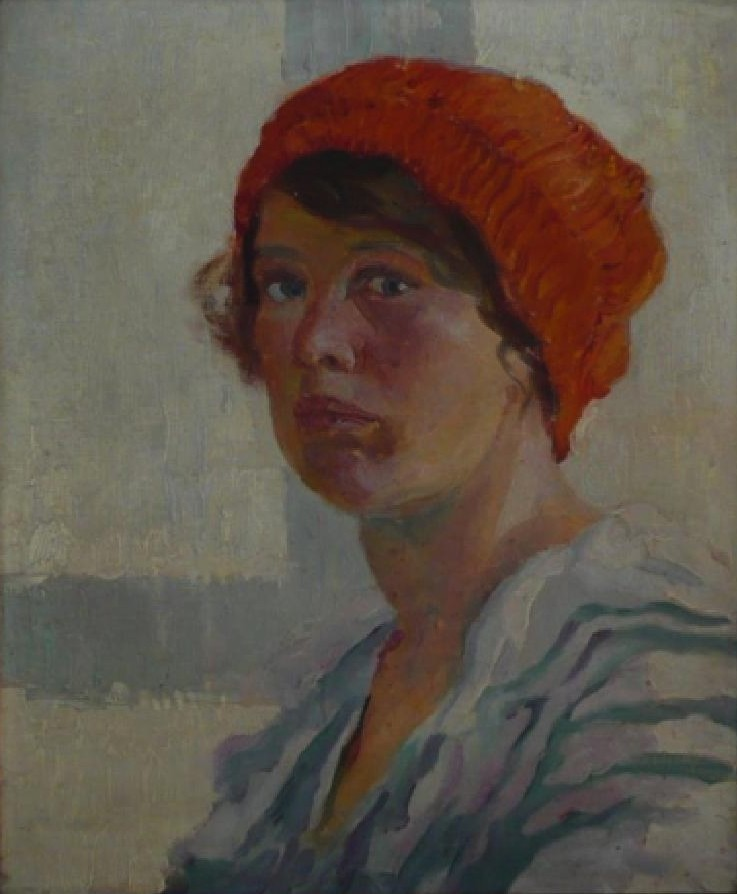
Autoportrét
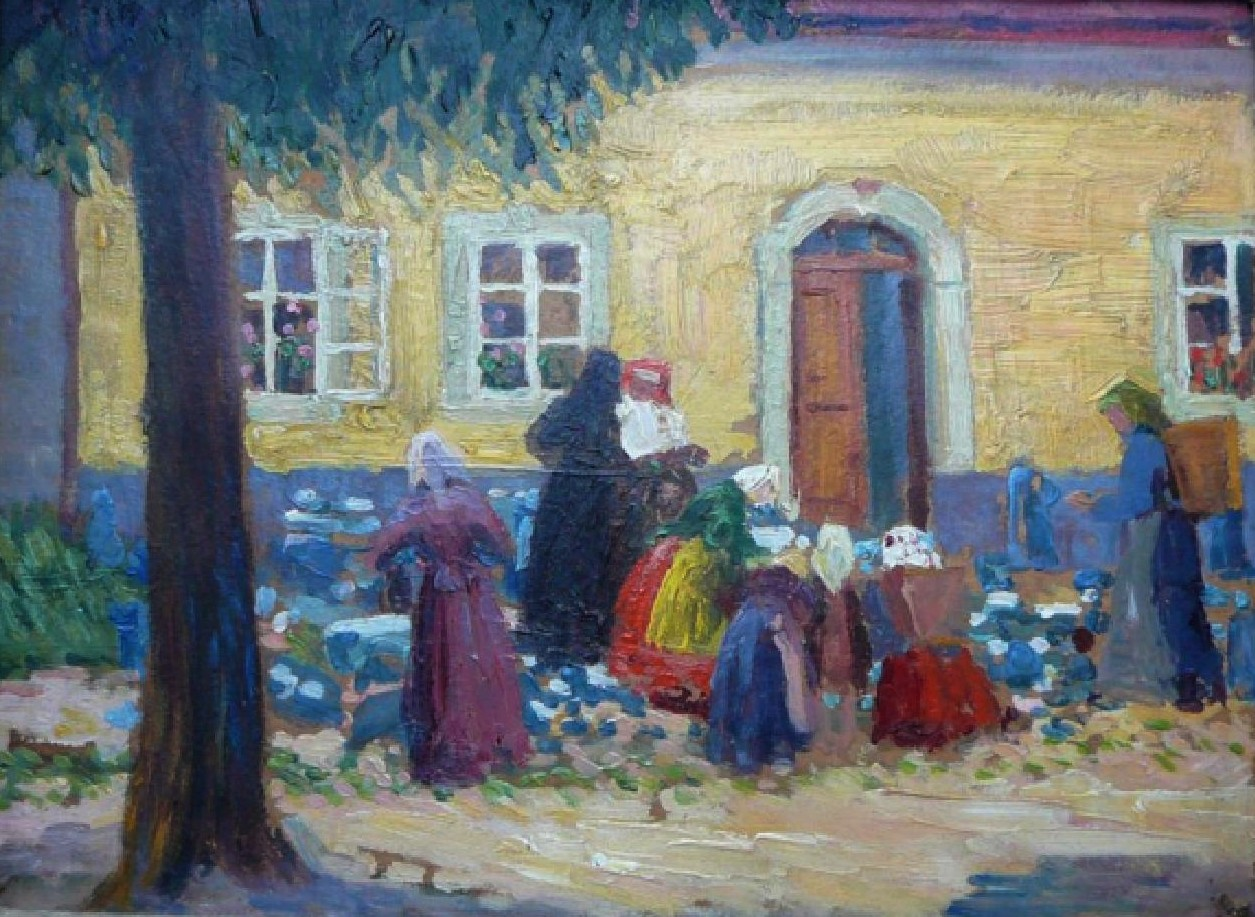
Venkovský dvorek